# The Sims 3 High-End Loft Stuff
The Sims 3 High-End Loft Stuff је први додатак са стварима из серијала The Sims 3 који је издат на светско тржиште 2. фебруара 2010. године. Додатак укључује много новог намештаја и стилова, а укључује и многе ствари из претходних серијала, као што је срцолики-вибрирајући кревет, електрична гитара и акваријум.

## Опис
Креирање High-End Loft намештаја и стилова за ваше Симсе.
Трансформишите ваше домове коришћењем нових могућности из The Sims 3 High-End Loft Stuff додатка. Проширите начин живота ваших Симљана са софистицираним намештајем, електроником и најсавременијим трендовима.

## Карактеристике
Додатак са стварима укључује ствари и намештај који су доследни његовог имена.
- Додајте углађену технологију створену за савремен изглед ваше спаваће собе, дневног боравка, купатила и канцеларије.
- Проширите ормаре ваших Симљана са новим крпицама, иновативним оделима и софистицираном одећом.
- Трансформишите домове ваших Симљана у засечене просторе са савременим намештајем, електричном уметности и модерним дизајном.
- Пружите вашим Симљанима врхунску електронику укључујићи ултра-слим ТВ, системе за видео-игре, стерео-уређаје и друго.
- Као специјални поклон за 10. рођендан The Sims серијала, у игру су укључени и поклони у виду срцоликог-вибрирајућег кревета, електричне гитаре и акваријума.
- Нови накит и фризуре за косу.